# The Dukes of Bedford
The Dukes of Bedford ist ein Album von John Russell, Ray Russell, Henry Kaiser und Olie Brice. Die am 11. März 2020 in den Westpoint Studios in London entstandenen Aufnahmen erschienen 2020 auf dem Label Balance Point Acoustics.

## Hintergrund
Bereits 2015 kam es zu einer Zusammenkunft des britischen Fusionmusikers Ray Russell mit seinem kalifornischen Gitarrenkollegen Henry Kaiser in einer größeren Besetzung, die auf ihrem Album The Celestial Squid dokumentiert wurde. 2020 kam es ihrem ersten Treffen mit dem britischen Improvisationsmusiker John Russell; begleitet wurden sie von dem Bassisten Olie Brice. Der Gitarrist John Russell, der ein führender Vertreter der Londoner Improvisationsszene war, starb am 18. Januar 2021 nach einem langen Kampf gegen den Krebs.
Benannt wurden die Titel des Albums nach Trägern des Adelstitels des Duke of Bedford wie John of Lancaster, 1. Duke of Bedford, George Plantagenet, 1. Duke of Bedford und John Russell, 4. Duke of Bedford.

## Titelliste
- John Russell / Ray Russell / Henry Kaiser / Olle Brice: The Dukes of Bedford (Balance Point Acoustics BPALTD 909)[2]

1. Wriothesley Russell, 2nd Duke of Bedford (1680–1711) 7:14
2. Francis Russell, 5th Duke of Bedford (1765–1802) 6:29
3. George Plantagenet, 1st Duke of Bedford (1477–1479) 6:41
4. Andrew Ian Henry Russell, 15th Duke of Bedford (1962–) 13:43
5. John of Lancaster, 1st Duke of Bedford (1389–1435) 4:30
6. Herbrand Arthur Russell, 11th Duke of Bedford (1858–1940) 6:38
7. Henry Robin Ian Russell, 14th Duke of Bedford (1940–2003) 3:00
8. John Russell, 4th Duke of Bedford (1710–1771) 9:09

## Rezeption

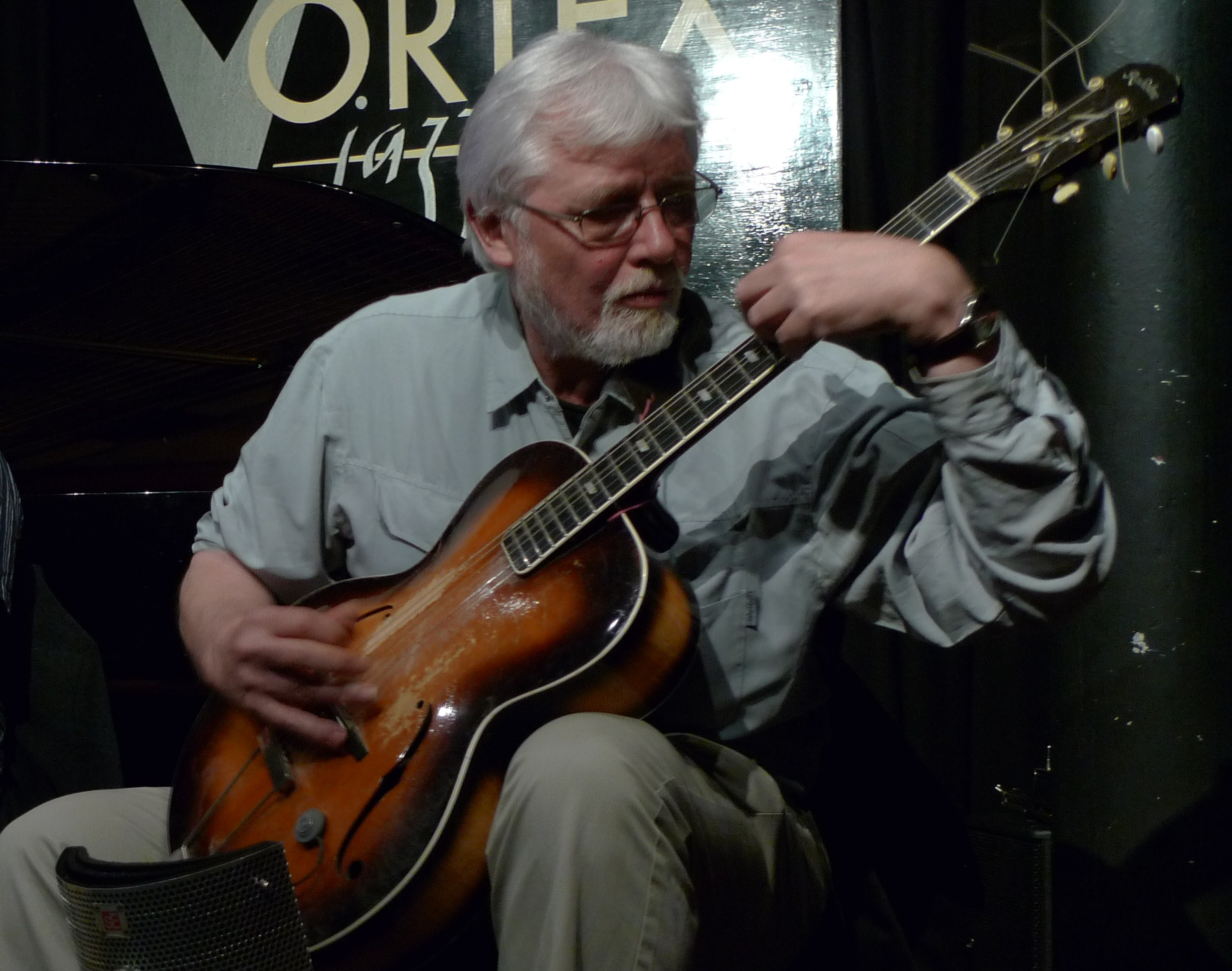
John Russell 2010

Das Album wird so präsentiert, wie es aufgenommen wurde, ein Mitschnitt in acht Teilen, reich an wesentlichen Details, ergänzt durch absolute Natürlichkeit der Darbietung, schrieb Massimo Ricci (Touching Extremes). Keine Angst davor, Räume zu füllen, ein Zustand authentischer Stille, der trotz immer wieder genossener Momente kontemplativer Ruhe nie erreicht werde. Die akustische/elektrische Bipolarität der Gitarre werde ohne regulatorische Einschränkungen ausgenutzt. Der größte Teil des Geschehens finde in fesselnden Kombinationen aus Zupfen, Picken und Klimpern statt, die wiederum ebenso attraktive rhythmische und klangliche Überlagerungen erzeugen. An vielen Stellen würden funkelnde obere Teiltöne und seltsame Signale erscheinen, dank der Extraktionsfähigkeit der Finger, Plektren und des Bogenspiels der Teilnehmer. Die Klarheit und Klarheit des Designs bleibe jedoch durchgehend erhalten, auch in den etwas chaotischeren Abschnitten.